# 謀反
謀反（むほん、むへん、ぼうへん）は、国家・君主・主君・時の為政者にそむくことである。謀叛とも表記するが、厳密には後述のように表記や読み方、また時代によって差異がある。ただし、「むはん」「ぼうはん」はよくある読み間違いである。特に武力・軍事力を動員して反乱を起こすことを指すことが多いが、少人数で君主・主君を暗殺する行為を謀反ということもある。ただし、近代の事件を指して謀反の語を使うことはまれであり、基本的に前近代の事件を指す言葉である。

## 律における謀反

### 謀反の意味
唐律において謀反は十悪の第一、養老律でも八虐の第一である 。律において謀とは計画にとどまり実行に着手していない予備罪をいう。反については謀だけで極刑となり実行してもしなくても刑に違いがないので、条文では謀反の規定で兼ねる。反は皇帝・天皇の殺傷、叛は本朝（本国）を裏切って外国を利することで、謀反と謀叛は別の罪である。後に謀反・謀叛と同義になる大逆も、律では陵墓や宮闕の損壊という別の罪であった。
唐律の条文で謀反とは「社稷を危うくせんと謀ること」、養老律では「国家を危うくせんと謀ること」である。社稷・国家とは、尊号を直接書くことをはばかったものだと律の疏（注釈）にあるので、字義通りではなく皇帝・天皇のことである。はばからず直接的に書けば、反は皇帝・天皇に対する殺人と傷害、謀反はその計画である。しかし後述するように、実際の適用では、臣下の間での実力による政権奪取の試みや陰謀も謀反に含められたので、字義通りの解釈が誤りと言えない面がある。

### 刑
唐律でも養老律でも、謀反に加わった者は、主犯・従犯を問わずみな斬とされた。謀反しようとしたが人々を動かす能力・威力が欠けていた者は、本人はやはり斬だが、縁座が狭く軽くなった。呪術で害そうとするのは、謀反ではなく妖書妖言を造り用いる罪で、流刑以下となる。
縁座（連座）に関する規定は、唐と日本で異なり、唐律のほうが範囲が広く厳しい。唐律では父と年16以上の子（息子）は絞となり、執行方法に違いがあるだけで斬と同じく死刑である。年15以下の子、母女（母と娘）、妻妾、子の妻妾、祖孫（祖父母と孫）、兄弟、部曲（隷属民）、資財、田宅が没官になった。没官は官への没収で、人について言えば官戸にすることである。伯叔父、兄弟の子は流三千里（三千里の流刑）になった。能力・威力を欠いていた者の父子、母女、妻妾は流三千里になった。
縁座の免除については、男で年80以上または篤疾、女で年60以上と廃疾の者は没官を免れた。他家に嫁にいった者、出養（他家に養子に出た者）、入道（道士、僧侶などの出家者）、婚約者は連座を免れた。嫁と養子は実家に出た謀反人からは連座しないが、入った先の家に謀反人が出ればそこで連座する。
日本では縁座の死刑はなく、父子（父と息子）、家人（唐律の部曲にあたる隷属民）、資財、田宅が没官となった。祖孫・兄弟は遠流である。年80以上と篤疾は没官を免れた。婦人、出養、入道には連座しなかった。能力がない謀反では、父子が遠流になるだけで、官戸にはされなかった。僧侶、婦人、官戸、陵戸、家人、公奴婢、私奴婢が犯人の場合、本人が刑されるだけで、縁座はなかった。

## 日本における「謀反」と「謀叛」

### 古代の謀反・謀叛
古代日本の大宝律令・養老律令の律の規程では、「謀反」はぼうへん・むへんと発音して、「謀叛」とは区別されていた。「謀反」とは国家（政権）の転覆や天皇の殺害を企てる罪のことであり、あらゆる罪の中でも最も重く斬刑などに処せられる八虐の筆頭であった。一方「謀叛」はいわゆる天皇に危害を加えるなどの大逆行為を含まない国家（政権）の転覆及び敵国への内通・亡命などが対象となり、こちらも八虐の第三とされていた。7～8世紀に政争の末、謀反・謀叛の罪によって殺害された貴族は少なくない。
日本では律の規定と実際の刑罰に乖離があり、律令制全盛期でも、廷臣の殺害による政権奪取や、蝦夷や隼人の反乱が反・謀反とされていた。当時から謀反・謀叛・大逆の語には混用があり、平安時代後期になると謀叛と謀反はともに「むほん」と読む同義語になった。
奈良時代と平安時代初めに、謀反を起こした（とされた）人はほとんど死刑になったが、その対象者と縁座の範囲・量刑は政治的判断で左右された。斬と絞の区別は無視され、主犯だけが死刑になり、縁座者への刑は律の規定より軽くなる傾向があった。
平安時代頃から、中央貴族に対する死刑は好まれなくなり、死刑に繋がる重い刑罰である謀反・謀叛はほとんど適用されなくなる。また、陸続きの隣国が存在せず、また天皇を君主とした国家体制が続いてきたこともあり、隣国との通謀や亡命の可能性が低く、天皇を抜きとした政権転覆も考えにくかったためにこの頃より謀叛という語を謀反と同じ意味で用いられるようになった。

### 中世以降の謀反・謀叛
武士が台頭してくると、地方で武士の間の抗争が巻き起こり、その中で力を持ちすぎた者が中央政府である朝廷に謀反人と見なされ、中央から派遣された軍隊（実際には、これも武士たちである）によって討たれる事件が起こるようになった。
鎌倉時代に入ると、武士の間の主従関係が重要になり、ある武士と主君の関係を結んでいる家臣の武士が、主君の武士に反抗することが起こり、これを謀反と呼ぶ。戦国時代には数多くの謀反が起こって家臣が主君を追って自ら大名になる事件、「下克上」が起こるようになった。戦国時代の動乱を最終的に収めた江戸幕府は、このような風潮を改め、家臣の主君への従順を教えるため朱子学の道徳を武士に学ばせる。
明治時代の西南戦争や幸徳事件（大逆事件）、1936年の二・二六事件も、当時の資料には謀反の言葉が見うけられる。しかし現在では、近代的な用語としてクーデターや反乱などの言葉が使われ、明治以降の武力反抗事件に謀反という言葉は用いられなくなっている。

### 天皇御謀叛
鎌倉時代末期、後醍醐天皇が鎌倉幕府倒幕を計画した正中の変（1324年）・元弘の変（1332年）を幕府側は「天皇御謀叛」（あるいは「当今御謀叛」）と呼び、当時の武家もこれに倣った。
平安時代後期以後、朝廷は社会秩序を維持するための警察・軍事的な裏付け（「検断権」）を次第に失って、武士たちによってその維持が図られてきた。平氏政権は仁安2年5月10日に後白河院院宣及び六条天皇宣旨によって平重盛（清盛は既に出家）に諸国の軍事警察権が与えられ、治承5年（1181年）には畿内近国に惣官職が設置された。
やがて、源頼朝によって幕府が開かれて全国の武士団を統率するようになると、鎌倉幕府が朝廷より社会秩序を維持する検断権が委ねられるようになる（「文治勅許」・「建久新制」）。だが、平氏政権・鎌倉幕府初期の段階では検断権そのものは朝廷・院が有しており、平氏政権・鎌倉幕府はその下で権限を行使をする存在とされ、また朝廷・院が独自に警察力・軍事力を行使することもあった。承久の乱の際に鎌倉幕府が設置した諸国の守護・地頭に対して北条義時追捕の弁官下文（承久3年5月15日）が出されたのも、朝廷・院が検断権を有し幕府はそれを委ねられた存在であるという考えによる。
だが、承久の乱で鎌倉幕府が勝利すると、幕府が日本全国の警察力・軍事力を掌握して、朝廷が持っていた検断権は形骸化して、公家領や寺社領に対する訴訟の権限は有していたものの、警察・軍事に関しては幕府の行動に大義名分を与える役割に限定されるようになる。つまり、この時代には唯一の検断権の行使機関であった鎌倉幕府に対する反抗は即ち社会秩序全体を危うくする行為と見なされていた。つまり後醍醐天皇の行為は鎌倉幕府が社会秩序を維持する国家形態及び政権自体に対する転覆の企て、即ち「謀叛」であると見なされたのである。公家が残した『増鏡』では「謀叛」とは記されてはいないが「天皇が世を乱す」という認識がなされていた。
なお、歴代にも崇徳天皇、後鳥羽天皇など、譲位後に武力をもって時の政権を排除しようとした事はあるが、これらを「天皇御謀叛」と称する事は一般的ではない。